# São Pedro de Penaferrim
São Pedro de Penaferrim is een plaats en freguesia in de Portugese gemeente Sintra en telt 10.449 inwoners (2001).